# Pieter Beets
Pieter "Piet" Beets (7 de março de 1900 — 28 de abril de 1996) foi um ciclista holandês. Definiu-se como velocista.
Representando os Países Baixos durante os Jogos Olímpicos de 1920, realizados em Antuérpia, Beets competiu em duas provas de ciclismo em pista.